# 伊塔年加
伊塔年加是巴西马托格罗索州的一个市镇。总面积2898平方公里，总人口5260人，人口密度1.82人/平方公里。